# دكا

أحد أسواق داكة

دَاكَة (بالبنغالية: ؛ وبالهندستانية: ڈھاکہ) أو دَكَا عاصمة بنغلاديش وأكبر مدنها بلغ عدد سكانها 10,278,882 حسب إحصاء 2022، تقع على قناة نهر Dhaleswari، في وسط أضخم غابات لنبات الجوت في العالم. المدينة أيضا هي المركز الصناعي، التجاري، والإداري لبنغلاديش. حيث تزدهر تجارة نبات الجوت، الرزّ، السكر، والشاي.

## تقسيم المدينة
تقسم المدينة إلى ثلاثة أقسام متمايزة:
- منطقة قديمة من الشوارع والأسواق الضيقة.
- جزء حديث، مسمّى رامنا Ramna، وبه تسهيلات وخدمات حكومية، سياحية، ووسائل ثقافية.
- المنطقة السكنية والصناعية شمال وغرب رامنا.

## الصناعة
يقع بين داكة ومينائها النهري القريب ناراياجاني Narayanganj، التركيز الصناعي الأضخم في بنغلاديش. تتضمن الصناعات المنسوجات، ثياب الساري القطنية، منتجات نبات الجوت، حبال، خيوط، سلال، ومراكب.
داكة مشهورة بصناعاتها المنزلية (خصوصا الحلويات) والحرفية (التطريز، وأعمال فنية من الصدف). في نهاية القرن التاسع عشر دمرت بريطانيا صناعة شاش داكة المشهور عالميًا.

## التاريخ
يعود تاريخ داكة إلى 1,000 ق.م، لكن المدينة تألقت في القرن السابع عشر كعاصمة المغول في البنغال. الإنجليز، الفرنسيون، والهولنديون بنوا المصانع فيها في القرنين السابع عشر والثامن عشر. ودخلت بعدها داكة تحت الحكم البريطاني في 1765. في 1947 أصبحت عاصمة شرق الباكستان. لكن تم تسليم المدينة من قبل الجيش الباكستاني إلى القوات الهندية في ديسمبر 1971، وبعد أيام قليلة أصبحت عاصمةَ بنغلاديش.

## آثار
- يوجد بها معبد دكشواري Dakeshwari «الآلهة المخفية»، والذي من المحتمل أن اسم المدينة قد اشتق منه:
- قصر باراكارتا (1644).
- حصن لال باغ (1678).
- قصر إحسان منزل.
- مسجد تارا (النجمة).
- جامع بيت المكرم (المسجد الوطني).

## التعليم
جامعة داكة أسست سنة 1921، ويوجد بها معاهد ومراكز أبحاث زراعية. وفيها جامعة دينية الجامعة القرآنية لال باغ. الجامعة الشرعية مالى باغ،

## الطبيعة
المنطقةَ المحيطةَ بها زراعية مأهولة بالسكان وخصبة جدا، ولكن هذه المناطق تخضع للفياضانات الموسمية.

## وصلات خارجية
- موقع مدينة داكة
- جامعة داكة
- جامعة دكة الدولية نسخة محفوظة 15 نوفمبر 2018 على موقع واي باك مشين.
- بورصة داكة